# Johannes Rienksz Jelgerhuis
Johannes Rienksz Jelgerhuis, né à Leeuwarden le 24 septembre 1770 et mort à Amsterdam le 6 octobre 1836, est un peintre, graveur et acteur hollandais.

## Biographie
Élève de son père Rienk Jelgerhuis (en) et du peintre paysagiste Peter Barbiers le jeune, Jelgerhuis, simultanément peintre et graveur assez fertile, devient acteur au théâtre Stadsschouwburg d’Amsterdam en 1808 pour lequel il fait des gravures de croquis de décors et de costumes et écrit en 1827 un manuel d'instruction illustré pour les acteurs. En 1820, il commence à animer un cours de théâtre à Amsterdam et invite son ancienne collègue Johanna Wattier (en) à l'aider. Les leçons portent sur la posture, le mouvement et les expressions du visage de l'acteur qui doit rester gracieux et élégant. Les indications de Jelgerhuis à ses élèves s'inspirent de la manière dont les peintres du XVIIe siècle représentent les héros classiques et les dieux.
Il travaille successivement à Rotterdam (1791), Delft (1792-1805), Amsterdam (1805-1836) et dans la ville de Gand en 1816. Il épouse à Delft, le 18 décembre 1791 Philippina Maria van der Boon. De ce mariage cinq enfants sont nés, quatre filles et un fils. D'un second mariage, il a un autre fils.
Johannes Jelgerhuis est connu pour ses huiles de paysage, de portrait et d'animaux mais il est également réputé pour ses intérieurs et ses études d'architecture, avec une bonne appréhension de la perspective. 
Parmi ses œuvres les plus connues, le tableau de l'intérieur de la librairie de son éditeur La Boutique du Libraire Pieter Meijer Warnars le Vijgendam à Amsterdam de 1820 est dans la collection du Rijksmuseum. Johannes Jelgerhuis, peintre et acteur à la fois, donne un effet fort en perspective de l'intérieur de la boutique qui ressemble à un décor de théâtre, avec un paysage urbain dans le fond de la toile.
Il est membre de la sociétés d'art Kunstbevorderend Genootschap V.W. à Amsterdam.
Johannes Jelgerhuis meurt à Amsterdam le 6 octobre 1836. En son hommage, Marten Westerman publie un recueil de poèmes Hommage à la mémoire de feu M. Johannes Jelgerhuis (Hulde aan de nagedachtenis van wijlen den heer Johannes Jelgerhuis Rz: dichtstuk met koren) en 1836.

## Œuvre
- La librairie de Pieter Meijer Warnars au Vijgendam à Amsterdam, 47 × 57 cm, signé J. Jelgerhuis Rz, 1820 [5]; Ce libraire, né à Amsterdam le 18 février 1792 et mort à Brummen le 10 septembre 1869, publia en 1827 un livre du peintre avec des lithographies de sa main.
- La Porte de Leyde à Amsterdam, démolie en 1802, 48 × 38 cm, signé J. Jelgerhuis Rz, 1813[7]
- Vue de la Ville Delft, 28 × 31 cm, signé J. Jelgerhuis Rz, 1826[7]
- Intérieur de la Nouvelle Église à Delft, panneau 43 × 35 cm[8],[9]
- Le Petit Marché aux Poissons à Amsterdam, 36 × 46 cm, signé J. Jelgerhuis Rz, 1828, Rijksmuseum Amsterdam[10]
- Intérieur du Laboratoire de l'Apothicaire, 1818, Rijksmuseum Amsterdam
- Prédication de Passchier de Fijne à Gouda, Govert Kitsen et Johannes Jelgerhuis, 1795[11]
- Une rue à Amersfoort, 1826, huile, 33 × 37 cm, Rijksmuseum Amsterdam[12]

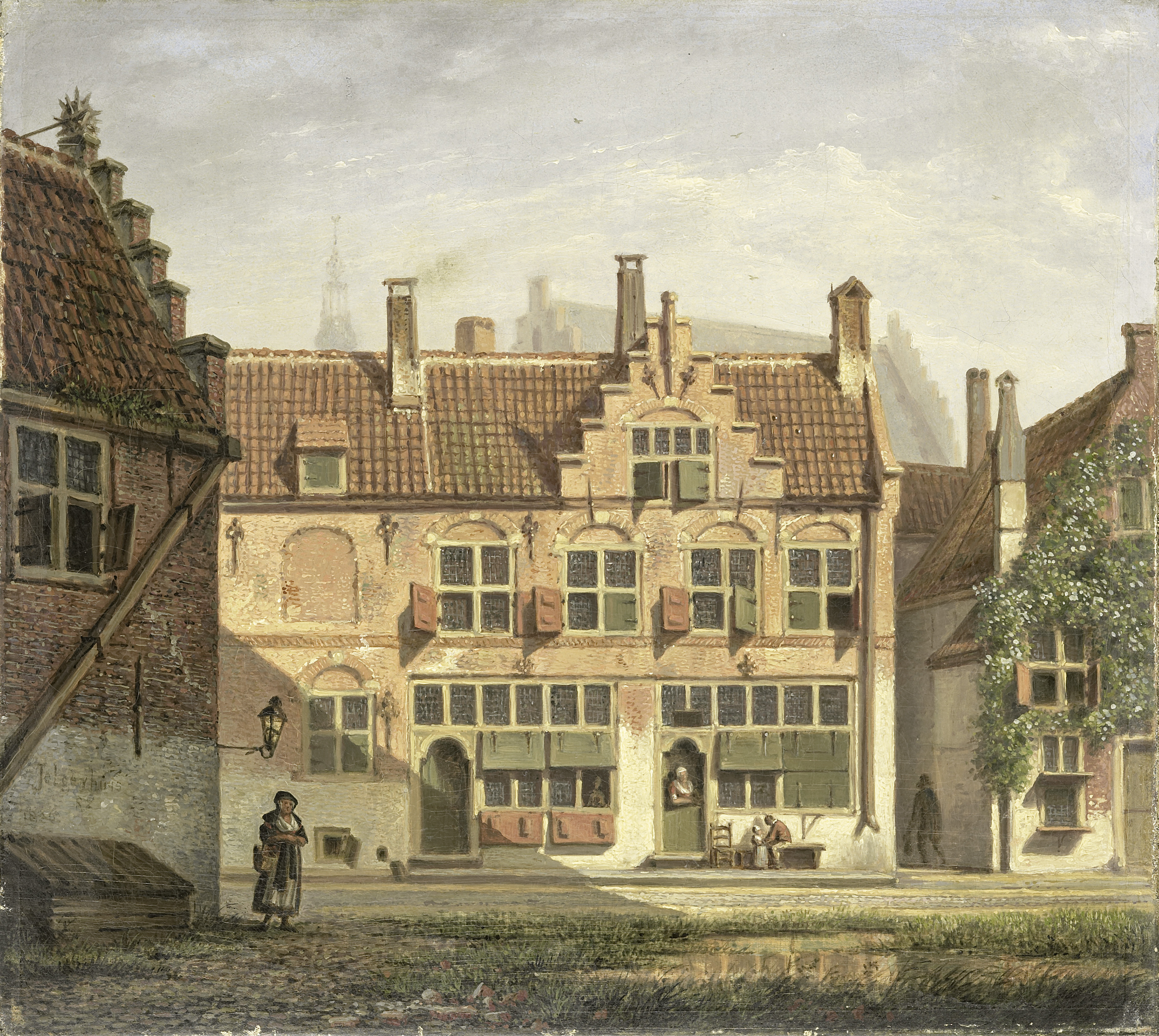
Une rue de Amersfoort (1826)
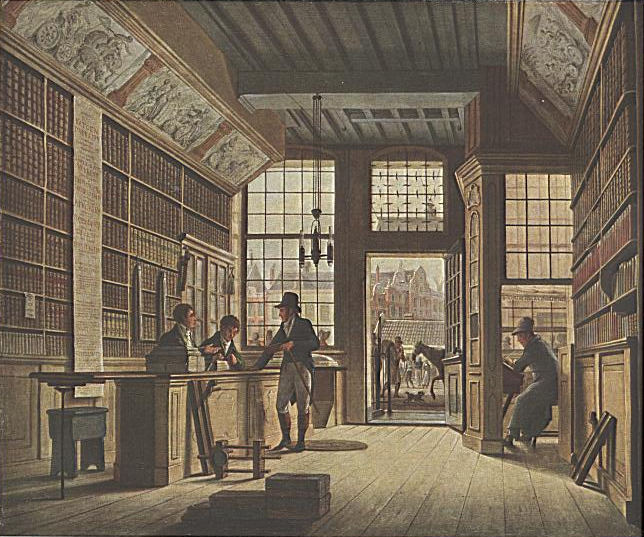
La librairie de Pieter Meijer Warnars de Johannes Rienksz Jelgerhuis (1820)
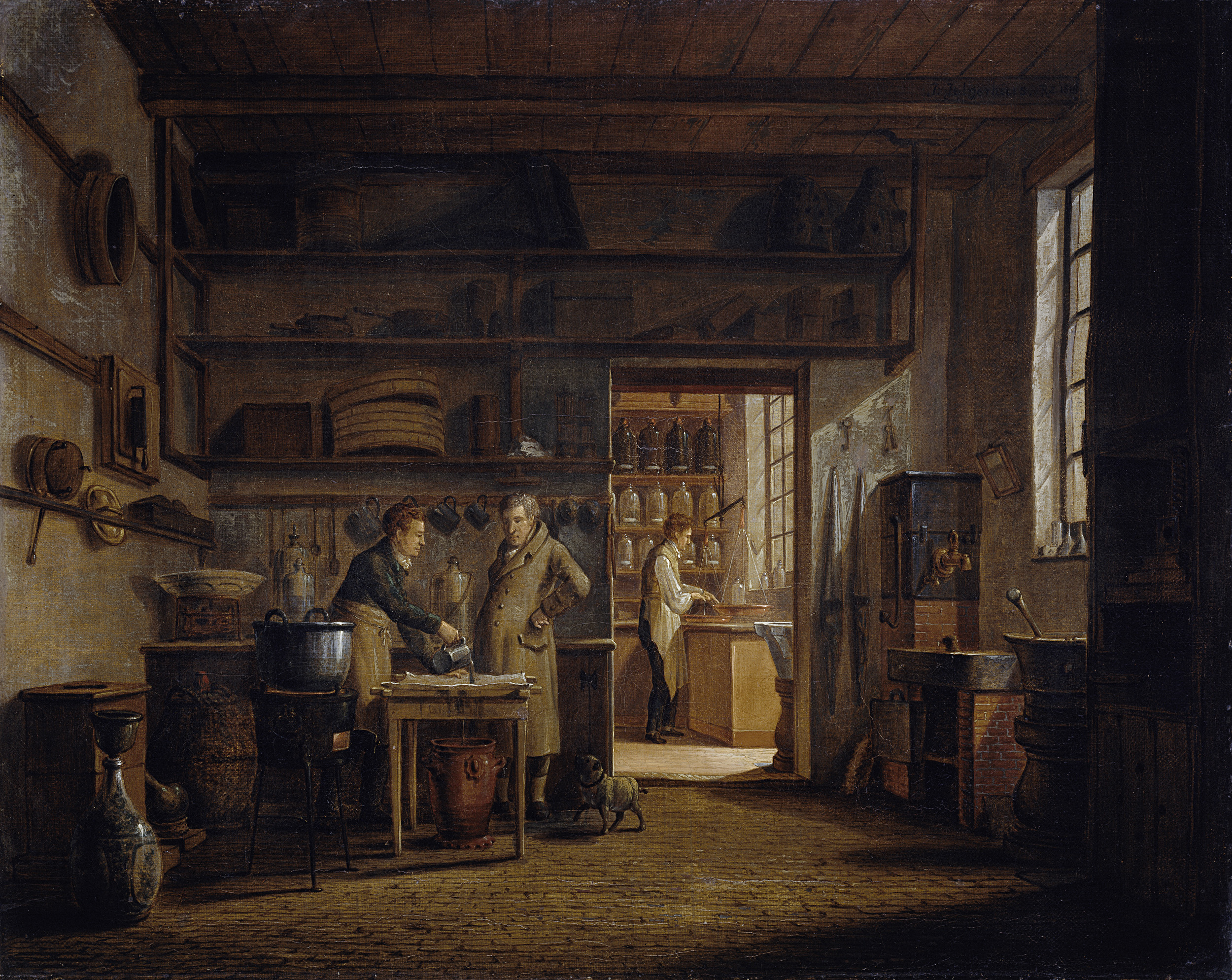
Intérieur du laboratoire d'apothicaire (1818)
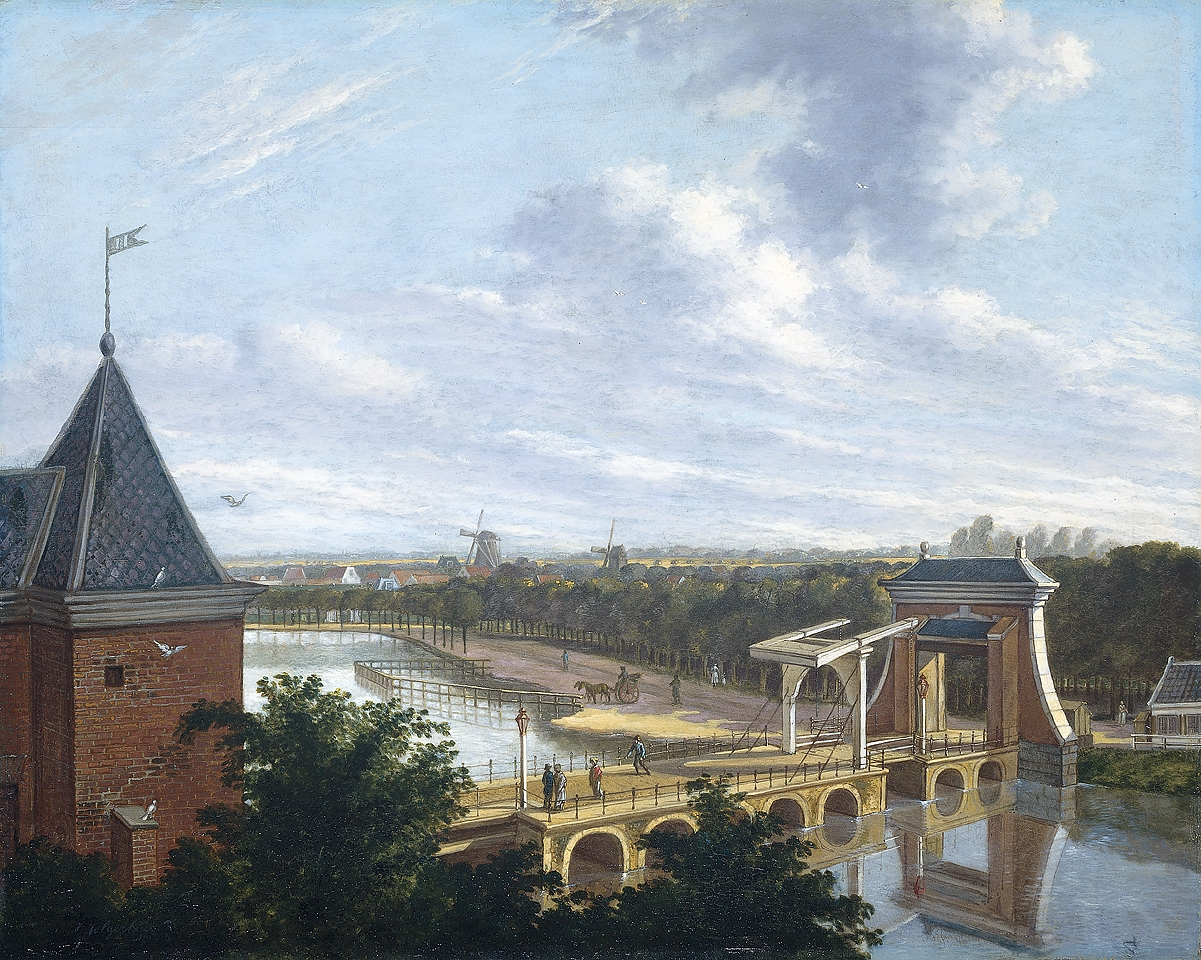
La Porte de Leyde à Amsterdam (1813)